# 부곡고등학교
부곡고등학교(釜谷高等學校)는 대한민국 경기도 안산시 상록구 부곡동에 있는 공립 고등학교이다.

## 학교 연혁
- 2013년 3월 1일 : 초대 유종만 교장 취임
- 2013년 3월 4일 : 제1회 입학식(12학급 426명)
- 2016년 2월 4일 : 제1회 졸업식(12학급 396명 졸업)
- 2021년 3월 1일 : 제 4대 심상보 교장 취임
- 2023년 12월 22일 : 제9회 졸업(11학급 257명 졸업, 누계 3,056명)
- 2024년 3월 4일 : 제12회 입학(11학급 292명)

## 참고 자료
- 부곡고등학교 - 한국교육학술정보원 학교알리미